# Оргочор
Оргочор (кирг. Оргочор) — село в Джети-Огузском районе Иссык-Кульской области Кыргызстана. Административный центр Оргочорского аильного округа. Код СОАТЕ — 41702 210 845 01 0.
Расположен в 5 км от районного центра - с. Кызыл-Суу

## Население
По данным переписи 2009 года, в селе проживало 2788 человек.